# Театри Маріуполя
Теа́три Маріу́поля — історія театрального мистецтва в місті та осіб із ним пов'язаних.

## Передісторія

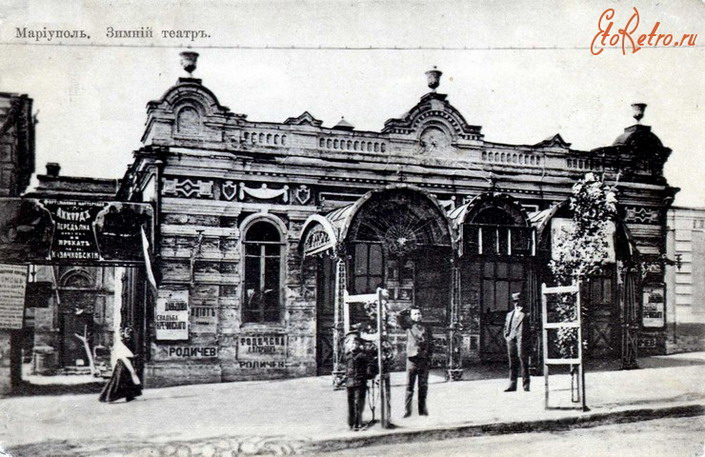
Маріуполь. Зимовий театр кінця ХІХ ст.

На 1878 рік припала ініціатива мешканця Маріуполя В. Л. Шаповалова, котрий створив у місті першу фахову театральну трупу. В листопаді 1887 року відбулася прем'єра вистави Миколи Гоголя «Ревізор», якою позначили відкриття в місті Зимового театру. Щонайменше тричі (в 1889, 1891 та 1908 року) маріупольська публіка з пошаною приймала уславленого українського актора, театрального режисера і драматурга Марка Лукича Кропивницького, котрий був автором більш ніж сорока (40) п'єс. У Маріуполь на гастролі приїздив і Іван Карпенко-Карий (Тобілевич) — ще один класик української драматургії.

## Донецький академічний обласний драматичний театр

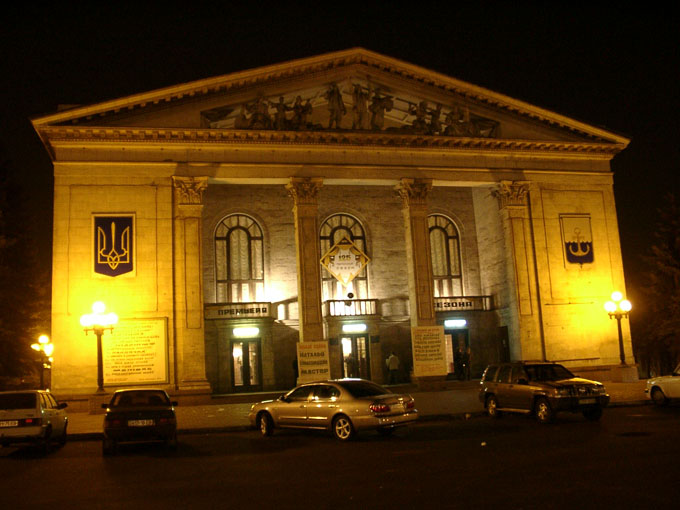
Драматичний театр ввечері.

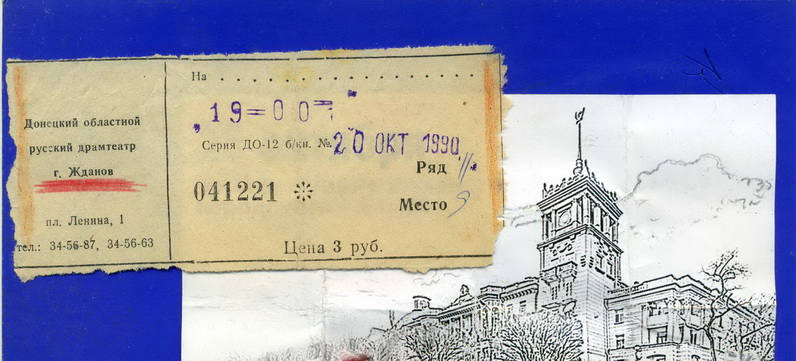
Квиток на виставу Маріупольського театру, 1990 р.

Донецький академічний обласний драматичний театр міститься у спеціально зведеній функціональній будівлі за адресою:
пл. Театральна, буд. 1, м. Маріуполь.
Театр має дві сцени:
- головна — 680 місць;
- мала — 62 місця.

Генеральний директор театру — Григорій Олександрович Чекаленко.

## Маріупольський грецький театр

Меморіальна дошка, проспект Леніна, 24

Відновленню історії знищеного Маріупольського грецького театру ми завдячуємо розшукам Налчаджи Ігоря Андрійовича, актора і режисера народного театру Будинку культури заводу Азовсталь.
Він отримав листа від історика театру Муратидіса з Греції. Ігор Андрійович і розпочав пошуки і в Маріупольському краєзнавчому музеї, і в Донецькому обласному архіві. Але відомостей було обмаль. Так, в місцевій газеті «Социалистический Донбасс» за 1937 рік Налчаджи відшукав малу статтю, де сповіщали :
| Режисер грецького театру Теленчі переклав на грецьку драматичну поему Пушкіна «Моцарт і Сальєрі». Вона буде показана у виконанні ( акторів ) грецького театру до 100-річних роковин загибелі російського поета [1]. |
Ще якийсь театральний журнал від 1934 року сповістив, що в Маріуполі почав працювати перший в СРСР грецький театр, де працюють двадцять чотири (24) актори. В репертуарі грецького театру були вистави «Таміла» та «Шквал». Із розпитувань родичів вдалося дізнатися, що театр мав і власних музик. Відтепер було відомо і прізвище театрального режисера Данила Теленчі.
Ініціатива створення грецького театру в місті надійшла від поета Георгія Костоправа. Створений театр не мав власного приміщення і був вимушений працювати на сцені Російського драматичного театру. Відсутність репертуару спонукає до перекладів вже існуючих творів драматургів минулого. Переклади роблять сам Данило Теленчі, Георгій Костоправ, Василь Галла.
Через те, що серед греків Приазов'я поширені дві мови — урумська та румейська — режисери і сценаристи виробили своєрідну мову-койне, щоб п'єси стали зрозумілими будь-кому. Сценаристи театру перекладали на грецьку класику, зокрема Мольєра, Пушкіна, радянських драматургів. На сцені театру ставили й трагедії Софокла. Потім почали писати власні п'єси про життя робітників і селян.
Маріупольський грецький театр пропрацював п'ять років. 1937 року на хвилі сталінських репресій були арештовані і розстріляні —
- Данило Теленчі, режисер
- Юрий Дранга, режисер
- Дегларі, художній керівник
- Караберов, директор театру
- Федір Кашкер, актор
- Георгій Севда, актор
- Федір Лубе, актор[3]…

Трагічну долю закладу розділив і архів грецького театру, який знищили.
З ініціативи маріупольських художників була створена меморіальна дошка на честь розстріляних і в пам'ять знищеного грецького театру. Автори дошки — маріупольські художники Олександр Фасулакі, Леонід Яциняк, Володимир Держинський, всі роботи виконані як благодійні — безкоштовно.

## Народний театр БК заводу «Азовсталь»
(Цей розділ ще не написаний)

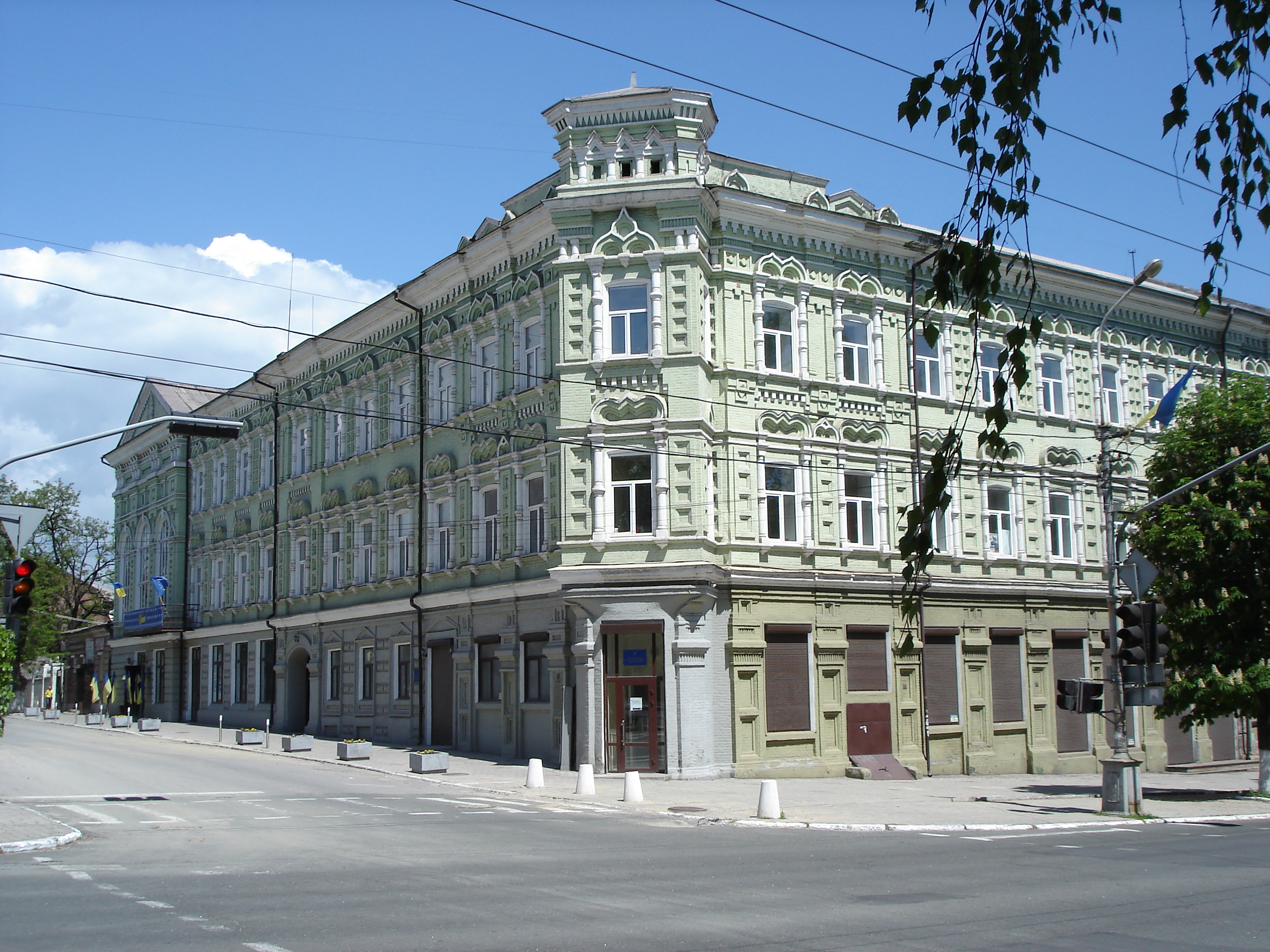
Маріуполь. Колишній Будинок культури заводу «Азовсталь».

Актором та режисером народного театру Будинку культури заводу «Азовсталь» був Налчаджи Ігор Андрійович (20.7.1935—12.1.1998). Ігор Налчаджи навчався в Ленінграді у театрального режисера Георгія Товстоногова і закінчив Ленінградське театральне училище, переніс звідти в Маріуполь непересічну театральну культуру, знання історичних костюмів, характерних звичок людей різних історичних епох. Запам'ятався як вибагливий до самого себе, так і до акторів Народного театру.
З 1964 року був художнім керівником Палацу культури заводу «Азовсталь». Аби виправити економічну скруту в родині, був вимушений з 1976 р. перейти на працю термістом у завод «Азовсталь», де працював до пенсії, але не покидав театр і громадську діяльність. З 1993 року (вже пенсіонером) працював режисером Народного театру ПК заводу «Азовсталь» та громадським діячем. В Народному театрі завдяки Ігорю Налчаджи були поставлені різноманітні вистави, серед них —
- «Республіка на колесах»
- «Я, бабця, Іліко і Іларіон»
- «Інтерв'ю в Буенос-Айресі»
- «Лиса і виноград»
- «Маскарад» за твором М. ю. Лермонтова та ін.

Низка вистав Народного театру була показана на гастролях, був лауреатом декількох республіканських та Всесоюзних конкурсів.
Майже тридцять (30) років фаховим художником-сценографом Народного театру був Ковальчук Михайло Сидорович.